# Cristaria fuentesiana
Cristaria fuentesiana är en malvaväxtart som beskrevs av Ivan Murray Johnston. Cristaria fuentesiana ingår i släktet Cristaria och familjen malvaväxter. Inga underarter finns listade i Catalogue of Life.